# La Chevillotte
La Chevillotte é uma comuna francesa na região administrativa de Borgonha-Franco-Condado, no departamento de Doubs. Estende-se por uma área de 7,68 km². Em 2010 a comuna tinha 154 habitantes (densidade: 20,1 hab./km²).